# August von Finck junior
August François von Finck (* 11. März 1930 in München; † 28. November 2021 in London) war ein deutscher Erbe, Investor und Bankier. Er lebte ab 1999 in der Schweiz.
Sein Vermögen wurde zuletzt auf 9 Milliarden US-Dollar geschätzt. Von Finck geriet durch Parteispenden an die FDP und die CSU im Vorfeld von Gesetzesänderungen, die seine Firmen begünstigten, in die Kritik. Zudem wurde später behauptet, er habe rechtsgerichteten Gruppen und Parteien nahegestanden und zu deren Finanzierung beigetragen.

## Leben

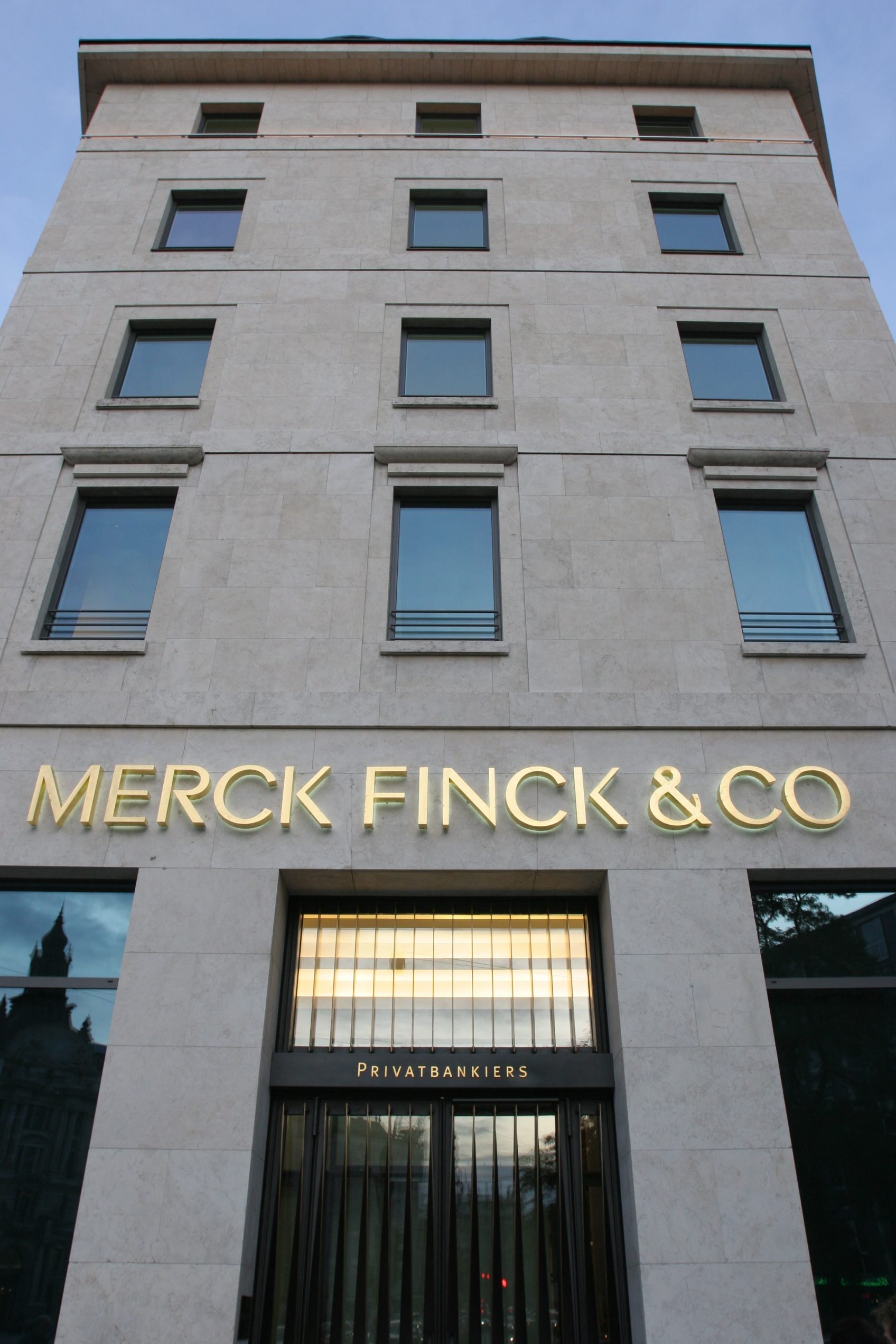
Der Stammsitz des Bankhauses Merck Finck & Co in München, bis 1990 im Besitz von August von Finck junior

August von Finck junior war der zweite von vier Söhnen des August von Finck senior. Er strebte zunächst in beruflicher Hinsicht an, Landwirt zu werden und die 4000 Hektar des familiären Landbesitzes zu verwalten. Stattdessen setzte sein Vater durch, dass er zum Bankkaufmann ausgebildet wurde. Finck trat in das damals im Familienbesitz befindliche Münchner Bankhaus Merck Finck & Co ein, dessen Gesellschafter er 1973 wurde. Nach dem Tod seines Vaters 1980 wurde er Vorstand der Privatbank.

## Familie
Aus August von Fincks Ehe mit Francine von Finck, geb. Le Tanneux von Saint Paul, gingen vier Kinder hervor: August François (* 1968), Maximilian Rudolf (* 1969), Luitpold Ferdinand (* 1971) und Maria Theresia von Finck (* 1975).
Das Ehepaar lebte zuletzt mehr als 20 Jahre lang auf Schloss Weinfelden in der Schweiz, dem Familienwohnsitz.
Helmut von Finck (* 1959), der jüngste Sohn aus zweiter Ehe des 1980 verstorbenen August von Finck senior, kämpfte gerichtlich gegen seine beiden Halbbrüder August und Wilhelm († 2003) aus erster Ehe des Vaters um einen höheren Erbanteil, dessen Streitwert inzwischen auf über eine Milliarde Euro geschätzt wird.

## Beteiligungen
Von Finck erbte von seinem Vater u. a. Beteiligungen an der Münchner Löwenbräu (seit 2004 Custodia Holding AG). 1990 verkaufte er die Bank Merck Finck & Co und konzentrierte sich danach auf Beteiligungen an Schweizer Unternehmen. Ab 1992 verfügte er über die Aktienmehrheit an der schweizerischen Restaurant- und Hotelgruppe Mövenpick (Hauptaktionär). Später folgten Beteiligungen am Maschinenbauer Von Roll, an Alusuisse-Lonza, dem Rüstungshersteller Oerlikon-Bührle, der Warenprüf-Holding Société Générale de Surveillance (SGS) und an dem Hersteller feuerfester Keramik RHI in Wien. Anfang 2006 machte von Finck mit einer indirekten Beteiligung in Höhe von 25,1 % an dem deutschen Baukonzern Hochtief Schlagzeilen; diese wurde im März 2007 wieder veräußert.
2007 übernahm er den schweizerischen Technologiekonzern Von Roll vollständig und gründete die Bank von Roll. Er hielt auch Anteile an einem Fonds-Konsortium, dessen Mietforderungen der Warenhauskonzern Arcandor nicht mehr bedienen konnte und daher im Juni 2009 Insolvenz anmelden musste. 2011 veräußerte er die von seinem Vater in den 1930er Jahren erworbenen Anteile an der Sektkellerei J. Oppmann AG. Der Anteil an Mövenpick wurde 2018 an Accor veräußert.
Von Finck engagierte sich ab 2010 im Goldhandel; dazu erwarb er die Namensrechte des Konzerns Degussa, um diesen für die 2010 neugegründete Degussa Goldhandel zu nutzen.
In seinen letzten Jahren zog sich August von Finck immer mehr aus dem aktiven Geschäft zurück. Dieses wurde von seinen Söhnen August François von Finck und Luitpold Ferdinand von Finck übernommen.

## Politischer Einfluss

### Rechtspopulismus
Von Finck engagierte sich in der deutschen Politik im rechten und libertären Milieu und war ein vehementer Gegner des Euro. Die Süddeutsche Zeitung kolportiert von Bankier Ferdinand von Galen, seinerzeit Chef des Bankhauses Schröder, Münchmeyer, Hengst & Co., den Spruch über die politischen Positionen des von Finck: „Rechts vom Gustl steht bloß noch Dschingis Khan.“
Von Finck engagierte sich in den 1990er-Jahren politisch durch die indirekte Finanzierung der Kampagne gegen die Euro-Einführung der rechtspopulistischen Partei Bund freier Bürger um den ehemaligen FDP-Politiker Manfred Brunner.
In den 2000er-Jahren finanzierte von Finck mit 6 Millionen Euro den Bürgerkonvent von Meinhard Miegel. Einer Studie der Konrad-Adenauer-Stiftung zufolge verstand sich der Bürgerkonvent als eine überparteiliche Einrichtung von Bürgern, welche die Staatsgesellschaft zu einer echten Bürgergesellschaft umformen wollen. Eine Analyse der Hauptabteilung Politik und Beratung der Konrad-Adenauer-Stiftung zur Beurteilung der Alternative für Deutschland bezeichnet den Bürgerkonvent als „Apo von rechts“ und „von oben“, die auf die Rückführung des Staates auf Kernkompetenzen und den Abbau von Sozialleistungen zugunsten privater Vorsorge abziele.
Später galt von Finck als Förderer der rechtspopulistischen und in Teilen rechtsextremen Partei Alternative für Deutschland (AfD).
2018 publizierte das Nachrichtenmagazin Der Spiegel eine Recherche mit Indizien dafür, dass Finck eine Rolle bei der Finanzierung der AfD in ihrer Gründungsphase spielte.

### Union und FDP
Über die Substantia (ehemals VM Holding Aktiengesellschaft), eine Tochter seiner Vercura Vermögensverwaltungs, spendete von Finck in den Jahren 2008 und 2009 insgesamt 1,1 Millionen Euro an die FDP.
Über die Clair Immobilien Deutschland (430.000 Euro) und die Mercator Verwaltung (390.000 Euro) wurden im September 2008 insgesamt 820.000 Euro an die CSU gespendet, die sich primär für die Mehrwertsteuerreform starkgemacht hat.
Von Finck hatte bereits in der Vergangenheit immer wieder an bürgerliche, konservative und liberale Parteien gespendet.
Er galt als einer der Nutzniesser der Mehrwertsteuersenkung für Hotelübernachtungen, woraufhin die FDP als Mövenpick-Partei verspottet wurde.
Im März 2021 wurde durch Recherchen der Süddeutschen Zeitung bekannt, dass der europakritische CSU-Politiker und Rechtsanwalt Peter Gauweiler zwischen 2008 und 2015 Beraterhonorare von über zwölf Millionen Euro von August von Finck erhalten hat – den Großteil davon in der Zeit bis März 2015, als Gauweiler dem Deutschen Bundestag angehörte. Die Zahlungen erfolgten für Gauweilers Beratertätigkeiten mit dem Auftrag, gegen die Euro-Rettung vor dem Bundesverfassungsgericht zu klagen.

## Vermögen

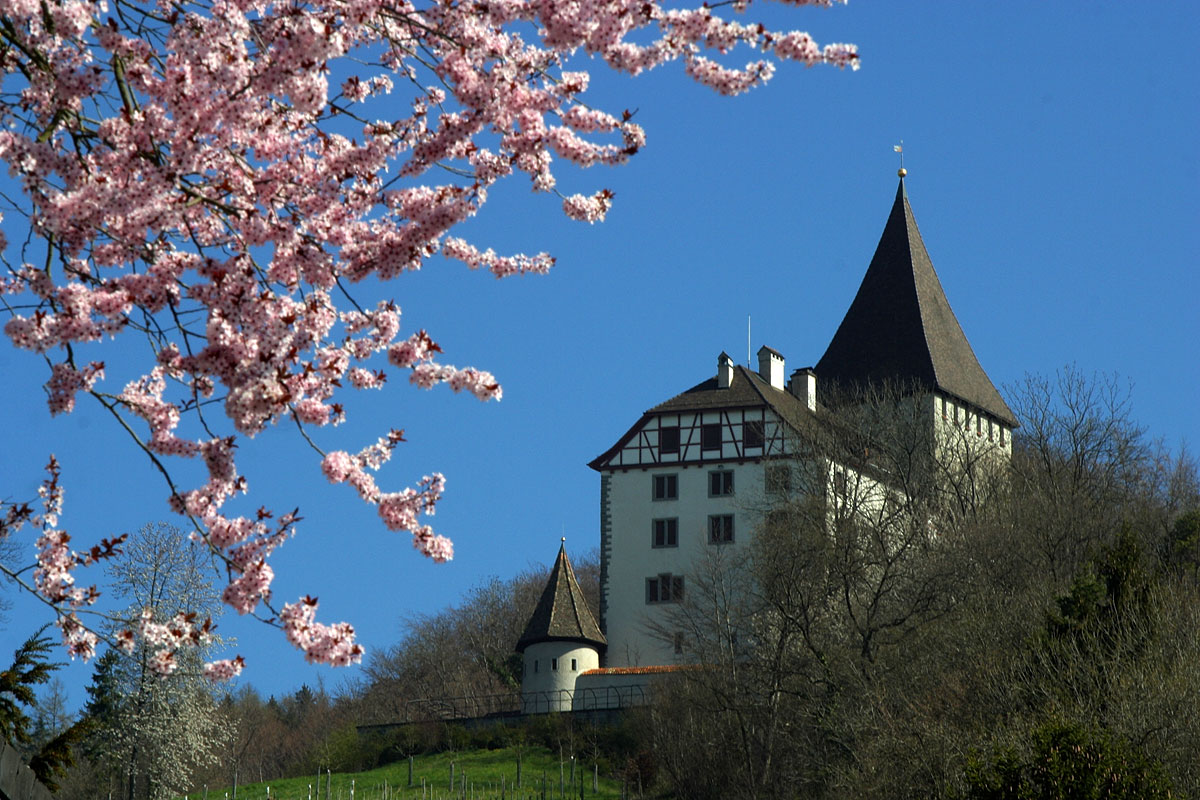
Schloss Weinfelden, Thurgau in der Schweiz, ist im Besitz der Familie von Finck

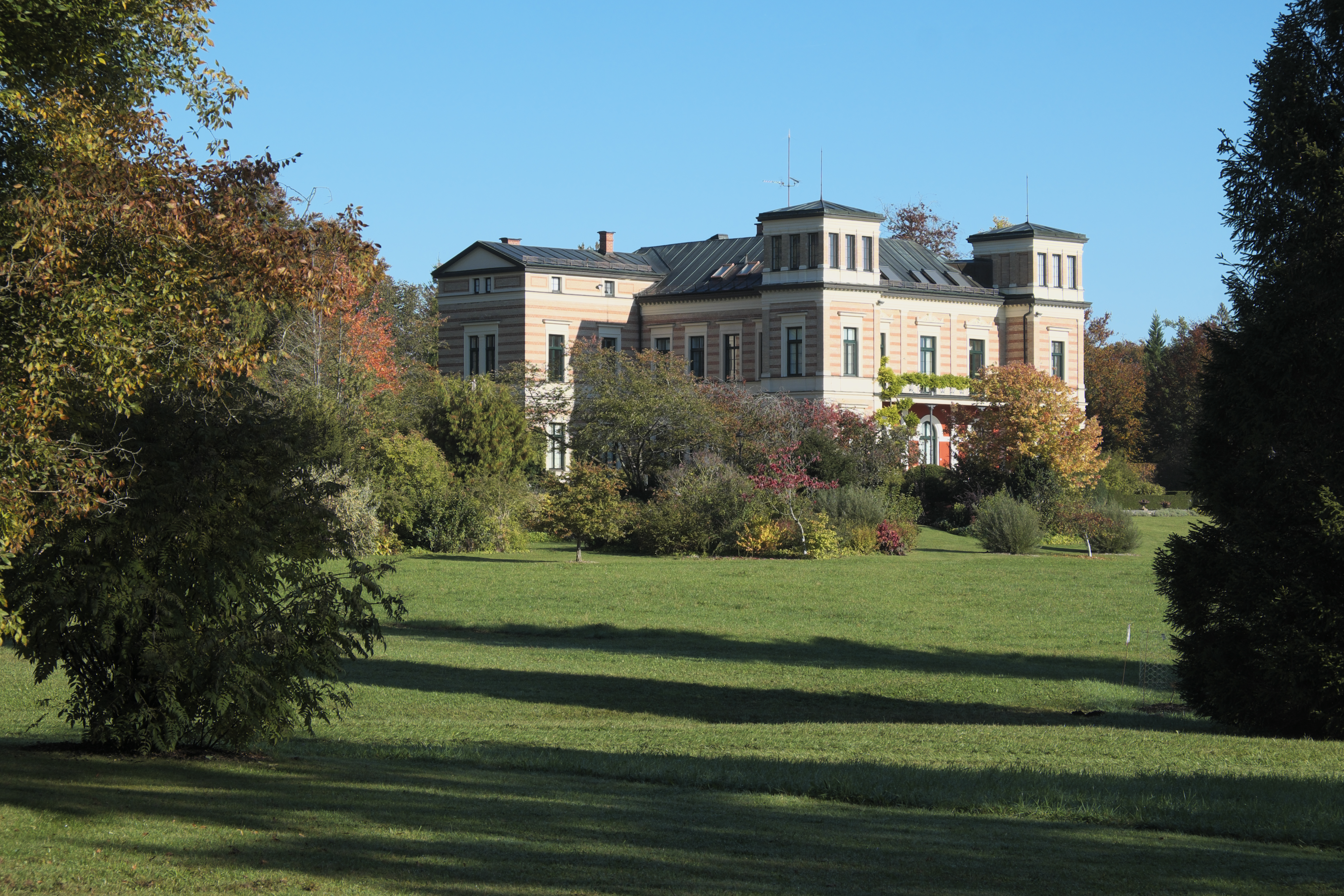
Schloss Seeseiten

August von Finck junior stand 2013 mit einem geschätzten Vermögen von rund 8,2 Milliarden US-Dollar auf Platz 10 des Forbes-Rankings für Deutschland und auf Platz 138 weltweit.
1999 verlegte Finck seinen Wohnsitz in die Schweiz auf Schloss Weinfelden im Kanton Thurgau.
Ein weiterer Wohnsitz war das Schloss Seeseiten am Starnberger See aus dem Besitz seiner Frau Francine.
Im Jahr 2021 wurde sein Vermögen im Bloomberg Billionaires Index auf über 9 Milliarden US-Dollar geschätzt.